# Оливер, Эдна Мэй
Эдна Мэй Оливер (англ. Edna May Oliver, 9 ноября 1883 — 9 ноября 1942) — американская актриса, номинантка на премию «Оскар». В 1930-е годы она была одной из самых известных характерных актрис, игравшая язвительных старых дев.

## Биография
Эдна Мэй Наттер (англ. Edna May Nutter) родилась в небольшом городке Малден, штат Массачусетс, в семье Иды Мэй и Чарльза Эдварда Наттера. Она была потомком 6-го президента США Джона Куинси Адамса. В 14 лет она оставила обучение в школе и занялась актёрской карьерой, добившись первого успеха в 1917 году на Бродвее в музыкальной комедии «О, мальчик!», а в 1923 году состоялся её дебют в кино.
Наиболее примечательной на Бродвее стала её роль Парти, жены капитана Энди Хоукса, в знаменитом мюзикле 1927 года «Плавучий театр». В 1932 году Эдна Мэй Оливер вновь вернулась на сцену с этой ролью, но вынуждена была отказаться от съёмок киноверсии мюзикла в 1936 года, потому что в это время играла роль Кормилицы в фильме «Ромео и Джульетта».
Эдна Мэй Оливер умерла в свой день рождения в 1942 году из-за болезни кишечника в возрасте 59 лет. Была похоронена на кладбище Форест-Лаун.

## Фильмография
| Год  |   | Русское название             | Оригинальное название                | Роль                                         |
| ---- | - | ---------------------------- | ------------------------------------ | -------------------------------------------- |
| 1923 | ф | В три часа утра              | Three O'Clock in the Morning         | Хетти                                        |
| 1929 | ф | Дитя субботнего вечера       | The Saturday Night Kid               | миссис Стритер                               |
| 1924 | ф | Манхэттен                    | Manhattan                            | Миссис Трейпс                                |
| 1926 | ф | Американская Венера          | The American Venus                   | Мисис Наилз                                  |
| 1931 | ф | Симаррон                     | Cimarron                             | Миссис Трейси Уайетт / англ. Mrs Tracy Wyatt |
| 1931 | ф | Расколотые орехи             | Cracked Nuts                         | Тётя Минни Ван Варден                        |
| 1933 | ф | Алиса в стране чудес         | Alice in Wonderland                  | Чёрная королева                              |
| 1933 | ф | Маленькие женщины            | Little Women                         | тётя Марч                                    |
| 1933 | ф | Ещё вчера                    | Only Yesterday                       | Леона                                        |
| 1935 | ф | Повесть о двух городах       | A Tale of Two Cities                 | Мисс Просс                                   |
| 1935 | ф | Только без дам               | No More Ladies                       | Миссис Фанни Бабушка Таунзенд                |
| 1935 | ф | Дэвид Копперфильд            | David Copperfield                    | тётя Бэтси Тротвуд                           |
| 1936 | ф | Ромео и Джульетта            | Romeo and Juliet                     | Кормилица Джульетты                          |
| 1937 | ф | Парнелл                      | Parnell                              | Тётя Бэн Вуд                                 |
| 1939 | ф | Барабаны долины Мохок        | Drums Along the Mohawk               | Миссис МакКленнар                            |
| 1939 | ф | Вторая скрипка               | Second Fiddle                        | Тётя Фиби                                    |
| 1939 | ф | История Вернона и Ирен Кастл | The Story of Vernon and Irene Castle | Мэгги Саттон                                 |
| 1940 | ф | Гордость и предубеждение     | Pride and Prejudice                  | леди Кэтрин де Бёр                           |
| 1941 | ф | Лидия                        | Lydia                                | Сара МакМиллан                               |